# Saw II
Saw II is een Amerikaanse thriller-horrorfilm uit 2005. De film is het tweede deel uit de Saw-filmreeks en werd geregisseerd door Darren Lynn Bousman. De film werd in 25 dagen opgenomen.

## Verhaal
Politie-informant Michael ontwaakt in een kamer met een masker vol met scherpe, ijzeren punten om zijn hals. Hij weigert de sleutel uit zijn oog te halen en sterft wanneer het masker sluit. Op de plek van Michaels dood vindt rechercheur Kerry een bericht voor haar vorige partner, rechercheur Eric Matthews. Matthews sluit zich aan bij Kerry en agent Rigg bij het leiden van een SWAT-team naar de fabriek die het slot voor het dodelijke masker produceerde. Daar arresteren ze John Kramer, beter bekend als de Jigsaw-moordenaar. Hij zit in een soort controlekamer met beeldschermen waarop te zien is dat er acht mensen vastzitten in een huis. Onder hen bevinden zich Amanda (die Jigsaw's val overleefde in Saw) en Matthews' zoon Daniel. Het huis wordt met zenuwgas gevuld en zal de slachtoffers binnen twee uur doden, maar John Kramer verzekert Matthews dat zijn zoon niks overkomt als hij de regels van het spel volgt. Op aandringen van Kerry stemt Matthews in mee te werken, zodat ze tijd kopen voor het technische team om het huis te vinden door het videosignaal te traceren. John Kramer vertelt aan Matthews dat hij een zelfmoordpoging heeft gedaan nadat hij werd gediagnostiseerd met kanker. Dat zorgde voor een hernieuwde waardering voor het leven en zijn de belangrijkste aanleiding voor zijn zogenoemde spelletjes. 
Aan de groep wordt middels een cassetterecorder vertelt dat er overal in het huis tegengif verborgen is. Gus negeert het waarschuwingsbriefje dat samen met de sleutel bij de cassetterecorder, opent de deur en wordt gedood door de revolver achter het kijkgaatje. In de kelder wordt Obi (die hielp de anderen te ontvoeren) gedood, omdat hij twee dosissen tegengif probeert te bemachtigen die achter in een grote oven hingen. Dan vinden ze een test die voor Xavier bedoeld is: hij moet in een kuil vol injectiespuiten graven en binnen twee minuten een sleutel vinden om een dosis tegengif te bemachtigen. Xavier gooit Amanda in de kuil en zij vindt de sleutel, maar net te laat. De groep zoekt tijdens het spel naar verbanden en stelt vast dat ze allemaal, behalve Daniel, eerder opgesloten zijn geweest. Tijdens Matthews spel onthult John kramer dat elk van de slachtoffers een band hebben met Matthews, een corrupte politieagent die zijn verdachten beschuldigden van verschillende misdaden.
Xavier keer terug naar de veilige kamer en vindt een nummer achter in Gus' nek. Nadat hij zich realiseert dat de cijfers de combinatie zijn voor de kluis, vermoordt hij Jonas en begint hij op de anderen te jagen. Laura bezwijkt aan het zenuwgas en sterft, nadat ze de aanwijzing heeft gevonden die Daniels identiteit onthult. Woedend door de onthulling gaat Addison in haar eentje weg en vindt ze een glazen doos met een tegengif. Ze steekt haar armen er in, maar die komen vast te zitten in de verborgen messen waarmee de binnenkant is bekleed. Xavier komt de kamer binnen, maar laat haar achter om te sterven na het lezen van het nummer in haar nek. Amanda en Daniel vinden een tunnel die naar de vervallen badkamer (uit Saw) leidt. Nadat Xavier hen in het nauw heeft gedreven, beschimpt Amanda hem door te suggereren dat hij nooit achter zijn eigen cijfer komt, omdat niemand het hem zal voorlezen. Daarop snijdt hij een stuk huid uit zijn eigen nek en valt hij het tweetal aan. Daniel snijdt Xaviers keel door met een ijzerzaag.
Nadat Matthews heeft gezien hoe zijn zoon achtervolgt werd door Xavier, valt hij John Kramer aan en dwingt hem om hem naar het huis te leiden. Het technische team volgt de bron van de video en terwijl het team van Rigg het huis doorzoekt, realiseert Kerry zich dat het spel zich dagen voor Johns arrestatie plaatsvond. De timer in de controlekamer loopt af en een kluis gaat opent, waarin een vastgebonden, door een zuurstofmasker ademende Daniel zit. Niet op de hoogte van die ontwikkeling, gaat Matthews in zijn eentje het huis binnen en begeeft zich naar de badkamer. Hij wordt overmeesterd door een figuur met een varkensmasker en met zijn enkel vastgebonden aan een verwarmingsbuis achtergelaten. Als hij ontwaakt, vindt hij een cassetterecorder die onthult dat Amanda een medeplichtige van John Kramer is geworden nadat zij haar valt had overleefd. Zij hielp hem met het op zetten van Matthews' test, met de bedoeling John Kramers werk voort te zetten na zijn dood. Amanda verschijnt dan en sluit de deur, Matthews achterlatend om te sterven.

## Rolverdeling
| Acteur             | Personage               | Opmerkingen                                                   |
| ------------------ | ----------------------- | ------------------------------------------------------------- |
| Donnie Wahlberg    | Detective Eric Matthews | Wil zijn zoon terug die is opgesloten in het huis             |
| Shawnee Smith      | Amanda Young            | Helper van Jigsaw die ook (bewust) in het huis opgesloten zat |
| Tobin Bell         | John Kramer / Jigsaw    | De bedenker van alles                                         |
| Erik Knudsen       | Daniel Matthews         | Zoon van detective Matthews.                                  |
| Franky G           | Xavier                  | Gevangen in het huis door Jigsaw                              |
| Glenn Plummer      | Jonas                   | Gevangen in het huis door Jigsaw                              |
| Emmanuelle Vaugier | Addison                 | Gevangen in het huis door Jigsaw                              |
| Beverley Mitchell  | Laura                   | Gevangen in het huis door Jigsaw                              |
| Tim Burd           | Obi                     | Gevangen in het huis door Jigsaw                              |
| Dina Meyer         | Detective Kerry         |                                                               |
| Lyriq Bent         | Rigg                    | SWAT-agent die assisteert bij de aanhouding van Jigsaw        |
| Noam Jenkins       | Michael                 |                                                               |
| Tony Nappo         | Gus                     | Gevangen in het huis door Jigsaw                              |
| Kelly Jones        | Pete                    | SWAT-agent                                                    |
| Vincent Rother     | Joe                     | SWAT-agent                                                    |

## Ontvangst
Saw II werd uitgebracht op 28 oktober 2005 en werd door het publiek gemengd ontvangen.Op Rotten Tomatoes heeft de film een score van 37% op basis van 122 beoordelingen. Metacritic komt op een score van 40/100, gebaseerd op 28 beoordelingen. In 2006 werd een vervolgfilm uitgebracht onder de naam Saw III.

## Trivia
- In de parodiefilm Scary Movie 4 staan de twee afgestorven vingers, die op de voorkant van de dvd van Saw II staan, afgebeeld, maar dit keer in de vorm van een vier. In de film zelf worden zowel Saw I als Saw II geparodieerd.
- In de film wordt gebruikgemaakt van een moordmachine die gelijk is aan de "Chinese finger trap". Dit is een kokertje waarin je je vinger in kan doen, maar hem er vervolgens niet meer uit kan halen door je vinger terug te trekken. In Saw II is iets soortgelijks gebruikt, maar hierin kan een heel arm verdwijnen, en wanneer je je arm terugtrekt snijden er mesjes in je arm.